# Hastur
Hastur – istota ulokowana w świecie stworzonym przez H.P. Lovecrafta, jeden z Wielkich Przedwiecznych. Zwany jest także Nieopisywalnym, to do niego też odnosi się określenie „Ten, którego imienia nie wolno wypowiadać”. 
Nazwa "Hastur" pojawia się w opowiadaniach z cyklu Król w Żółci Roberta W. Chambersa, jednak wydaje się raczej toponimem lub nazwą gwiazdy. Lovecraft zaczerpnął z opowiadań Chambersa zarówno imię Hastura, jak i jego powiązanie z Żółtym Znakiem (oba te elementy pojawiają się w opowiadaniu Szepczący w ciemności, gdzie mowa jest o „kulcie Hastura”, co wskazuje na jego status bóstwa). August Derleth zaliczał Hastura do Wielkich Przedwiecznych; w opowiadaniu Okno na poddaszu określony jest on jako „niewysłowiony [...] władca Przestrzeni Międzygwiezdnych”. Od Derletha przejęli go następnie inni autorzy. Postać o tym imieniu występuje także w powieści Dobry omen Terry’ego Pratchetta i Neila Gaimana.
Interpretacje wyglądu Hastura zmieniają się w zależności od autora, który go opisuje. Według niektórych jego ciało jest nabrzmiałą, bezkostną formą o znacznej ilości macek. Pojawia się także pod postacią Króla w Żółci sugerowaną przez Chambersa (nieokreślona sylwetka w postrzępionej żółtej szacie, z twarzą zasłoniętą maską).
Wzywa się go, wypowiadając trzykrotnie jego imię.